# دراغومير فوجكوفيتش
دراغومير فوجكوفيتش (مواليد 4 أبريل 1953) هو ملاكم يوغوسلافي، مثّل بلاده في الألعاب الأولمبية الصيفية 1976.

## روابط خارجية
دراغومير فوجكوفيتش على موقع أوليمبيديا (الإنجليزية)